# Troviero

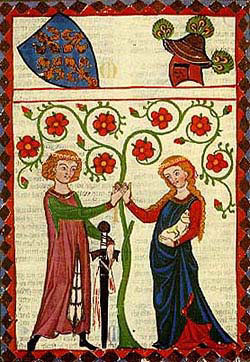
Il trovatore Guillem de Cabestany

Troviero è il termine con cui sono indicati i poeti in lingua d'oïl corrispondenti ai trovatori della poesia provenzale. I trovieri – tra i quali il primo di cui si abbia notizia, Chrétien de Troyes (fl. 1160/1170 - 1180/1190) – continuano a prosperare fino al 1300.  Di loro ci sono pervenuti circa 2130 componimenti, dei quali, almeno due terzi comprensivi di melodie.
L'immagine popolare del trovatore o del troviero è quella del musico itinerante, liuto in spalla, che vagabonda di città in città. Tali personaggi sono esistiti, ma erano chiamati giullari e menestrelli — musici poveri, uomini e donne, ai margini della società- I trovatori e trovieri, invece, rappresentano i facitori di musica aristocratica, poeti e compositori sostenuti e protetti dall'aristocrazia o, molto spesso, erano loro stessi aristocratici, per cui la creazione e l'esecuzione musicale era parte della tradizione cortese. Nel loro novero possiamo trovare re, regine e contesse. I testi di queste canzoni sono un riflesso naturale della società che li ha creati e spesso ruotano intorno alla trattazione idealizzata dell'amor cortese ("fine amors", vedi grand chant) e alla devozione.
- Adam de Givenchi
- Adenet le Roi (1240 ca. – 1300 ca.)
- Aubertin d'Airaines
- Aubin de Sézanne
- Baudouin des Auteus
- Benoît de Sainte-Maure
- Blondel de Nesle (fl 1175 ca. – 1210)
- Carasaus
- Chastelain de Couci (fl 1170 ca. – 1203; †1203)
- Chardon de Croisilles
- Chrétien de Troyes (fl. 1160/1170 – 1180/1190)
- Colars li Boutellier
- Colart le Changeur
- Colin Muset (fl 1200 – 1250 ca.)
- Conon de Béthune (fl 1180 ca. – 1220 ca.; †1220)
- Coupart
- Margot
- Maroie
- Ernoul Caupain
- Ernoul le Vieux
- Étienne de Meaux
- Eustache le Peintre de Reims
- Gace Brulé (1159 ca. - dopo il 1212)
- Gautier de Coincy (1177/1178–1236)
- Gautier de Dargies (1170 ca. – dopo il 1236)
- Gautier d'Espinal († prima del luglio 1272)
- Gautier de Soignies
- Gertrude de Dabo (1205 – 1225)
- Gillebert de Berneville (fl 1255 ca.)
- Gilles le Vinier
- Gobin de Reims
- Gontier de Soignies (fl 1180 ca. – 1220)
- Guibert Kaukesel
- Guillaume d'Amiens
- Guillaume le Vinier
- Guillaume Veau
- Guiot de Dijon (fl 1200 ca. –1230)
- Guiot de Provins
- Henry Amion
- Enrico III di Brabante (Henry le Débonnaire)
- Henri de Lacy (1249 – 1311)
- Hue de la Ferté
- Hugues de Berzé (fl 1150 ca. – 1220)
- Jacques Bretel
- Jacques de Cambrai
- Jacques de Cysoing
- Jaque de Dampierre
- Jean Bodel
- Jean Renaut
- Giovanni I di Bretagna (Jean le Roux)
- Jehan de Braine
- Jehan Fremaux
- Jehan de Grieviler
- Jehan de Nuevile
- Jehan de Trie
- Jocelin de Dijon
- Lambert Ferri
- Lorris Acot
- Mahieu le Juif
- Maroie de Dregnau de Lille
- Moniot de Paris (fl 1250 ca. – 1278)
- Oede de la Couroierie
- Perrin d'Agincourt (fl 1245 ca. – 1250)
- Perrot de Neele
- Philippe de Remy (1205 ca. – 1265 ca.)
- Pierre de Corbie
- Pierre de Molins
- Pierrekin de la Coupele
- Raoul de Beauvais
- Raoul de Ferier
- Raoul de Soissons (1215 ca. – 1272)
- Richard de Fournival (1201 – 1260 ca.)
- Richart de Semilli
- Robert de Blois
- Robert de Reims
- Simon d'Authie
- Sauvage d'Arraz
- Thibaut de Blazon
- Tebaldo I di Navarra (Thibaut le Chansonnier) (1201 – 1253)
- Thierri de Soissons
- Thomas Herier
- Vidame de Chartres
- Vielart de Corbie
- Walter di Bibbesworth (anglo-normanno, nato nel 1219 o prima - morto nel 1270 o dopo)

## Trovieri di Arras
- Adam de la Halle (1240 ca. – 1288)
- Andrieu Contredit d'Arras († 1248 ca.)
- Audefroi le Bastart (fl 1200 ca. – 1230)
- Baude Fastoul
- Gaidifer d'Avion
- Gautier d'Arras
- Guillaume le Vinier (fl 1220 ca. – 1245; †1245)
- Jacques le Vinier
- Jehan Bretel (1200 ca. – 1272)
- Jehan le Cuvelier d'Arras (fl 1240 ca. – 1270)
- Jehan Erart († 1259 ca.)
- Mahieu de Gant
- Moniot d'Arras (fl 1250 ca. –1275)
- Robert de Castel
- Robert de la Piere